# Hordaland
Hordaland je bil eno izmed 19-ih norveških okrožij, ki je mejil na nekdanja okrožja Sogn og Fjordane, Buskerud, Telemark in Rogaland. 1. januarja 2020 je bil Hordaland združen z okrožjem Sogn og Fjordane v novo okrožje Vestland, med največjim valom združitev okrožij in občin v norveški zgodovini doslej.
Hordaland je bil po prebivalstvu tretje največje okrožje, za Akershusom in Oslom. Glavno mesto je bil Bergen (poprej imenovan Søndre Bergenhus amt).
Površino Hordalanda je bila 15,460 km², število prebivalcev, po podatkih iz leta 2004 pa 445.059.
V okrožju je bilo približno polovica narodnega parka Hardangervidda, dva ledenika (Folgefonna in Hardangerjøkullen) in več slapov, ki so tudi sicer pomembnejše norveške turistične zanimivosti. Več kot 60 % prebivalcev je živelo v Bergnu in okolici. Drugi večji kraji so Bømlo, Leirvik, Voss in Odda.
Hordaland je pobraten s krajem Cardiff, Wales.

## Občine
- Askøy
- Austevoll
- Austrheim
- Bergen
- Bømlo
- Eidfjord
- Etne
- Fedje
- Fitjar
- Fjell
- Fusa
- Granvin
- Jondal
- Kvam
- Kvinnherad
- Lindås
- Masfjorden
- Meland
- Modalen
- Odda
- Os
- Osterøy
- Radøy
- Samnanger
- Stord
- Sund
- Sveio
- Tysnes
- Ullensvang
- Ulvik
- Vaksdal
- Voss
- Øygarden